# 凯蒂·加拉格
嘉芙蓮·露丝·加拉格（英語：Katherine Ruth Gallagher，1970年3月18日—）是澳大利亚政治家，自2019年联邦大选以來一直担任澳大利亚首都領地的参议员，代表澳大利亚工党。她曾于2015年至2018年為参议院議員，并于2011年至2014年擔任澳洲首都領地首席部長。
2022年5月23日，工党在2022年联邦大選中獲勝後，加拉格宣誓就任财政部长、妇女部长和律政部長。 其妇女部長和律政部長的职务只屬临时性質，直到艾巴尼斯內閣宣誓就职。 